# Kreuzstraßl
Kreuzstraßl ist ein Ortsteil der Gemeinde Lindberg im niederbayerischen Landkreis Regen.

## Lage
Kreuzstraßl liegt im Bayerischen Wald etwa zwei Kilometer nördlich von Lindberg.

## Geschichte
Am Kreuzstraßl errichtete das Forstamt Zwiesel-Ost von 1898 bis 1901 einen 53 Ar großen Pflanzgarten, der nach der Anlaufzeit alljährlich bis zu 300.000 Pflanzen liefern konnte. Er wurde später auf einen Hektar und 65 Ar erweitert und erhielt ein eigenes Gewächshaus.
Das hier entstandene Dorf ist ein junger Gemeindeteil. Noch 1952 war der Name Kreuzstraßl nicht amtlich genehmigt. In Kreuzstraßl richtete Georg Priehäußer eine Privatsammlung ein, die später in das Waldmuseum Zwiesel überging. Bekannt wurde Kreuzstraßl auch durch die Erfolge seiner Eisschützen.  Es bildet einen Ausgangspunkt für Wanderungen zum Großen Falkenstein.

## Vereine
- EC Kreuzstraßl e.V. Er wurde 1958 gegründet.

## In  Kreuzstraßl geboren
- Klaus Fischer (* 1949), ehemaliger deutscher Fußballspieler und -trainer.